# Tonno spiaggiato
Tonno spiaggiato è un film del 2018 diretto da Matteo Martinez.

## Trama
Francesco è un ragazzo con un solo sogno nella vita: far ridere la gente. Egli lavora in un piccolo bar dove fa piccole gag alle quali nessuno ride. Un giorno, una ragazza di nome Francesca, cameriera nel bar dove lavora Francesco, ride di gusto ad una sua battuta, rendendolo felice. I due iniziano a frequentarsi, ma il loro amore è destinato a finire quando Francesco, per farsi notare da un comico presente al bar, inizia a fare battute offensive sulla sua ragazza, presente in sala, definendola "grassa". Questo porta la gente a ridere, ma Francesca scoppia a piangere e scappa via.
Alla fine dello spettacolo, Francesco raggiunge la sua ragazza, cercando di farle capire che era tutto per far ridere, e non per offendere, ma lei non vuole sentire scuse. Decide quindi di terminare la loro relazione.
Francesco, anche grazie a Niccolò, amico suo e di Francesca, tenta in tutti i modi di riconquistarla, senza mai riuscirci.
Un giorno, però, Niccolò informa Francesco che la nonna di Francesca è morta, e che di lì a poco si sarebbe tenuto il suo funerale. Francesco si catapulta in chiesa, dove ha modo di parlare, seppur per poco, con Francesca.
Francesco capisce quindi che l'unico modo per avvicinarsi alla ragazza è quando quest'ultima è triste. Decide quindi di mettere in atto il folle piano di uccidere un membro della famiglia di Francesca, in modo da poterci parlare durante i funerali, sfruttando quindi il dolore della ragazza. Nonostante i primi tentativi falliti di uccidere alcuni dei parenti di Francesca, Francesco trova il modo per avvicinarsi alla zia della ragazza, zia Nanna. Francesco finge di essere un parroco, facendosi chiamare "Padre Gesù", in modo da avere accesso sicuro in casa dell'anziana signora. Mentre trova un modo per uccidere la vecchietta senza farsi scoprire, nota come quest'ultima rischi la vita ogni giorno svolgendo piccole mansioni quotidiane. Col tempo, Francesco stringe un rapporto molto forte con zia Nanna, facendo comunque attenzione a non farsi scoprire da Francesca.
Una notte, però, Francesco perde la pazienza, e contatta uno specializzato in realizzazioni di apparizioni di santi e figure religiose, tramite l'ausilio di ologrammi e telecamere. Il suo scopo è quello di far credere a zia Nanna di essere morta nel sonno, facendole vedere un ologramma di Padre Pio. Durante l'apparizione, però, Francesco ha modo di sentire le parole di zia Nanna, la quale afferma di essersi molto affezionata a Francesco e di essere preoccupata per lui e per ciò che il ragazzo dovrà affrontare dopo la sua morte. Francesco si pente, e decide di bloccare tutto, ma non fa in tempo, poiché zia Nanna si getta dal balcone convinta di essere un angelo e di poter volare in cielo. La vecchietta viene portata in fin di vita in ospedale, al quale subito si dirige Francesco, seriamente pentito per ciò che ha fatto. Per la sua gioia, però, ha modo di vedere zia Nanna riprendersi, e decide quindi di confessarle tutto. Dice di non essere un vero parroco, ma l'ex fidanzato di sua nipote, e che la sua intenzione era quella di riconquistarla.
Francesco però è stanco di combinare guai e saluta zia Nanna, dicendole che si trasferirà per sempre all'estero. Nonostante le bugie raccontate, la donna lo perdona, dicendogli che avrebbe sempre voluto avere un figlio come lui, e spera di poterlo rivedere presto. Francesco promette che le avrebbe fatto visita di tanto in tanto, ma mentre si trova in autostrada con la sua bicicletta, fa un incidente.
La mattina seguente, Niccolò fa visita a Francesca, per comunicarle che Francesco è morto nell'incidente. All'inizio, la ragazza si preoccupa, ma quando vede le foto dell'incidente, si accorge che esse sono solo dei fotomontaggi mal realizzati. Capisce quindi che questo è l'ennesimo tentativo di Francesco (che se l'è cavata con un semplice torcicollo) di riconquistarla, e decide quindi di stare al gioco di Niccolò e Francesco.
Niccolò organizza il finto funerale invitando varie persone, tra cui Francesca, ma anche zia Nanna con le sue amiche (che sono consapevoli del fatto che sia tutta una farsa). Durante il funerale, Francesca si alza per dedicare qualche parola a Francesco. Nonostante inizi a descriverlo come una persona buona, simpatica ed affettuosa, termina il suo discorso prendendolo in giro, facendo delle battute come lo stesso Francesco fece su di lei. Tutti i presenti iniziano a ridere, tra cui lo stesso Francesco che, uscendo dalla bara, confessa che era tutto finto e che lui ama ancora Francesca. I due finiscono col baciarsi, tra gli applausi dei presenti e di zia Nanna.

## Distribuzione
La pellicola è uscita nelle sale il 10 maggio 2018.